# Янгкин, Гленн
Гленн Аллен Янгкин (англ. Glenn Allen Youngkin; род. 9 декабря 1966, Ричмонд, Виргиния, США) — американский политический деятель и предприниматель, представляющий Республиканскую партию. Губернатор Виргинии с 15 января 2022 года. До того, как начать политическую карьеру, на протяжении 25 лет работал в инвестиционном фонде Carlyle Group, достигнув должности CEO.

## Баскетбол
В 1985—1989 годах сыграл четыре сезона в баскетбольной программе «Райс Оулс».